# Imigração espanhola no Brasil
A imigração espanhola no Brasil foi um movimento migratório, ocorrido nos séculos XIX e XX, de espanhóis para o Brasil. A maioria dos espanhóis foram trabalhar em plantações de café no estado de São Paulo, mas a sua presença também foi importante nos centros urbanos brasileiros. Segundo o censo brasileiro de 1940, 436 305 brasileiros disseram ser filhos de mãe espanhola e 340 479 filhos de pai espanhol. Os espanhóis natos eram 147 914 e os naturalizados brasileiros, 12 643. Portanto, espanhóis e filhos de espanhola eram cerca de 1,5% da população do Brasil em 1940. Segundo outra pesquisa, de 1999, do sociólogo, ex-presidente do Instituto Brasileiro de Geografia e Estatística (IBGE), Simon Schwartzman, 4,4% dos brasileiros entrevistados afirmaram ter ancestralidade espanhola, percentual que, numa população de cerca de 200 milhões de brasileiros, representaria quase 9 milhões de descendentes. Em 2014, o El País afirmou haver 10 ou 15 milhões de descendentes de espanhóis no Brasil, mas salientou que não existem estudos sobre o tema.
No período colonial, particularmente durante a União Ibérica, espanhóis estabeleceram-se no Brasil, principalmente em São Paulo. Também foi significativa a presença de indivíduos de origem espanhola na zona fronteiriça do Sul do Brasil no período colonial. Porém, só se pode falar de uma efetiva imigração organizada de espanhóis para o Brasil a partir do final do século XIX. Essa imigração estava inserida no contexto da substituição da mão de obra escrava nas lavouras cafeeiras, fato que motivou a atração de grande número de espanhóis, sobretudo da Andaluzia, para o estado de São Paulo, por meio de uma imigração subsidiada.
A imigração espanhola no Brasil é quase sempre ignorada ou tratada com obscuridade pela historiografia brasileira. De maneira geral, quando se fala em imigração no Brasil, destaca-se a imigração italiana, enquanto outros grupos de imigrantes, como os espanhóis, são tratados de forma pouco aprofundada. Porém, os espanhóis foram o terceiro maior contingente de imigrantes recebidos pelo Brasil. Entre 1880 e 1969, 711 000 espanhóis entraram no Brasil, bem a frente dos japoneses (247 312) e dos alemães (208.142), ficando atrás somente dos portugueses (1 604 080) e dos italianos (1 576 220). 
Os imigrantes espanhóis que vieram para o Brasil eram predominantemente camponeses e com origens bastante humildes. A comunidade espanhola ficou concentrada no estado de São Paulo (cerca de 80%), sobretudo nas zonas cafeeiras do oeste do estado. No Rio de Janeiro, a imigração espanhola também foi significativa, mas diferenciou-se por ter sido predominantemente urbana. Os espanhóis assimilaram-se rapidamente no Brasil, ao ponto de uma identidade espanhola ter praticamente desaparecido. A primeira geração ainda mantinha laços culturais com a Espanha, mas depois de 1930, a identidade espanhola foi sendo relegada a um segundo plano, muito embora haja uma tendência de resgate, a partir de 1990. 

## Imigração

### Presença durante a colonização
Segundo o IBGE, "o balanço da presença espanhola no Brasil Colonial sugere uma importância bem maior do que o que se lhe tem atribuído". O historiador Capistrano de Abreu, em seu clássico A História do Brasil, de 1883, chegou mesmo a afirmar que os espanhóis não tiveram nenhuma importância na formação histórica brasileira ou, se a tiveram, ela foi menor do que a dos franceses. Para o IBGE, "neste ponto, sem dúvida, o autor exagerou". Durante o século XVI, os espanhóis acompanharam os portugueses durante suas expedições de reconhecimento e exploração do Brasil. Alguns dos marujos e soldados dessas expedições eram espanhóis e alguns deles ficaram no Brasil, tanto que Martim Afonso de Sousa encontrou espanhóis em sua expedição de 1531-1532 à colônia.
"A presença espanhola no Brasil foi histórica e demograficamente densa no extremo sul", como salienta o IBGE. O pampa, região de fronteira que hoje corresponde a parte do Rio Grande do Sul, Uruguai e da Argentina, foi historicamente uma região de forte presença espanhola. Sendo o pampa uma paisagem física una, onde não havia barreiras naturais que impedissem a movimentação de pessoas (exceto o Rio Uruguai a oeste), havia naquela região uma constante convivência, pacífica ou não, de hispânicos e lusos. Portanto, no período colonial, o perfil da região sulina era mais propriamente português-castelhano-indígena, do que português ou português-indígena apenas.
Durante a União Ibérica (1580-1640), quando Portugal se uniu à Coroa Espanhola, expressivo número de súditos da Espanha se deslocaram para o Brasil. Em São Paulo, a sua presença chegou a ser notável. Porém, acabaram se assimilando no contexto daquela sociedade, muitas vezes casando-se com mulheres indígenas, como era a prática comum na época. A língua espanhola também não era transmitida aos descendentes. Alguns sobrenomes espanhóis ainda podem ser identificados, mas muitos foram aportuguesados ou são indistintos dos lusitanos.

### Imigração a partir do século XIX

#### A situação na Espanha
No final do século XIX, a Espanha era um país pobre, que entrou de forma tardia no processo de industrialização. A imigração espanhola foi impulsionada por fatores demográficos e por questões decorrentes da manutenção de uma estrutura fundiária arcaica. Até 1900, cerca de 2/3 da população espanhola se ocupava direta ou indiretamente com as atividades agrárias. À medida que a população rural aumentava, os investimentos com a agricultura diminuíam. Na zona rural, ainda existiam práticas senhoriais como censos, foros, subforos, em minifúndios miseráveis, onde uma família não conseguia o seu sustento pelo cultivo da terra. No Sul da Espanha, onde predominavam os latifúndios, a terra apenas mudou de proprietários quando houve a desapropriação dos domínios da Igreja Católica.
Além da pobreza no campo, outros fatores incentivavam os espanhóis a abandonarem a Espanha. As pretensões coloniais espanholas e o recrutamento militar obrigatório também eram fatores que estimulavam os homens jovens a saírem do país, uma vez que era necessário pagar uma alta taxa para se desobrigar do serviço militar, a qual os camponeses pobres não conseguiam pagar. Sendo a maioria dos camponeses analfabetos e sem qualificação para o trabalho fabril nos centros urbanos espanhóis, restava a esses indivíduos procurar uma nova vida nas Américas.
Em fins do século XIX, com o desenvolvimento da tecnologia naval, milhares de pessoas saíram da Europa em busca de melhores condições de vida nas Américas. No caso da Espanha, a imensa maioria rumava para suas colônias ou ex-colônias, pelos laços históricos e culturais que mantinham e, por esse fato, os destinos preferidos dos imigrantes espanhóis eram a Argentina e Cuba. Entre 1882 e 1930, 3 297 312 espanhóis emigraram, dos quais 1 593 622 para a Argentina e 1 118 968 para Cuba. Para o Brasil imigraram 567 176 espanhóis no mesmo período. Observa-se, portanto, que, no Continente Americano, apenas a Argentina e Cuba receberam mais imigrantes espanhóis que o Brasil, no período em questão. Em meados do século XX, Cuba deixou de atrair imigrantes espanhóis e foi substituída pela Venezuela que, ao lado do Brasil e da Argentina, eram os únicos países americanos para os quais ainda havia uma migração de espanhóis. A partir da década de 1960, os espanhóis passaram a emigrar cada vez mais para outros países da Europa.

#### O Brasil como destino imigratório
O que realmente contribuiu para haver uma migração em massa de espanhóis para o Brasil foi o fato de o governo brasileiro subvencionar a passagem de navio. Viajar com a passagem gratuita era muito vantajoso, pois não era fácil bancar uma viagem imigratória. Assim, pode-se concluir que os espanhóis que emigraram para o Brasil estavam entre os mais pobres, aqueles que não tinham condições de comprar uma passagem para ir para a Argentina, Cuba ou para o Uruguai. Isso se evidencia comparando-se as taxas de analfabetismo entre os espanhóis na Argentina e no Brasil. Na Argentina, a porcentagem de imigrantes espanhóis alfabetizados era mais elevada do que no Brasil. Embora o fato de falarem a mesma língua tenha contribuído para uma alfabetização após chegarem à Argentina, também pode-se concluir que o imigrante espanhol na Argentina tinha mais capital do que aquele no Brasil.
Os espanhóis não eram os imigrantes preferidos da elite brasileira. Para a elite, a vinda de imigrantes europeus representava um fator de progresso para o país, mas esse ideário era voltado para os anglo-saxões, identificados com o conhecimento, a técnica e a civilização. Os italianos também poderiam ser bem-vindos, desde que na condição de trabalhador braçal capaz de substituir a mão de obra escrava na lavoura. Os espanhóis, por sua vez, estavam distantes da idealização. Em Minas Gerais, o camponês espanhol foi rechaçado para o trabalho com o café, pois era considerado "demasiadamente agressivo e exigente". Jornais da época relatavam a situação de pobreza vivida pelos espanhóis no Rio de Janeiro. Para os estratos inferiores da sociedade brasileira, os espanhóis representavam uma ameaça, uma vez que se submetiam a todo tipo de trabalho, antes destinados aos escravos. Os imigrantes viam a pobreza como "transitória", contanto que não tivessem que voltar para a sua vida de penúria na Espanha. O imigrante espanhol competia, portanto, com a população pobre brasileira, seja por um espaço nas superlotadas habitações coletivas, seja no próprio mercado de trabalho.
| Imigração para o Brasil, por nacionalidade e períodos | Imigração para o Brasil, por nacionalidade e períodos | Imigração para o Brasil, por nacionalidade e períodos | Imigração para o Brasil, por nacionalidade e períodos | Imigração para o Brasil, por nacionalidade e períodos | Imigração para o Brasil, por nacionalidade e períodos | Imigração para o Brasil, por nacionalidade e períodos | Imigração para o Brasil, por nacionalidade e períodos | Imigração para o Brasil, por nacionalidade e períodos | Imigração para o Brasil, por nacionalidade e períodos | Imigração para o Brasil, por nacionalidade e períodos |
| Nacionalidade                                         | Período                                               | Período                                               | Período                                               | Período                                               | Período                                               | Período                                               | Período                                               | Período                                               | Período                                               | Total                                                 |
| Nacionalidade                                         | 1884-1893                                             | 1894-1903                                             | 1904-1913                                             | 1914-1923                                             | 1924-1933                                             | 1934-1944                                             | 1945-1949                                             | 1950-1954                                             | 1955-1959                                             | Total                                                 |
| ----------------------------------------------------- | ----------------------------------------------------- | ----------------------------------------------------- | ----------------------------------------------------- | ----------------------------------------------------- | ----------------------------------------------------- | ----------------------------------------------------- | ----------------------------------------------------- | ----------------------------------------------------- | ----------------------------------------------------- | ----------------------------------------------------- |
| Alemães                                               | 22 778                                                | 6 698                                                 | 33 859                                                | 29 339                                                | 61 723                                                | N/D                                                   | 5 188                                                 | 12 204                                                | 4.633                                                 | 176 422                                               |
| Espanhóis                                             | 113 116                                               | 102 142                                               | 224 672                                               | 94 779                                                | 52 405                                                | N/D                                                   | 4 092                                                 | 53 357                                                | 38.819                                                | 683 382                                               |
| Italianos                                             | 510 533                                               | 537 784                                               | 196 521                                               | 86 320                                                | 70 177                                                | N/D                                                   | 15 312                                                | 59 785                                                | 31 263                                                | 1 507 695                                             |
| Japoneses                                             | -                                                     | -                                                     | 11 868                                                | 20 398                                                | 110 191                                               | N/D                                                   | 12 000                                                | 5 447                                                 | 28 819                                                | 188 723                                               |
| Portugueses                                           | 170 621                                               | 155 542                                               | 384 672                                               | 201 252                                               | 233 650                                               | N/D                                                   | 26 268                                                | 123 082                                               | 96 811                                                | 1 391 898                                             |
| Sírios e Libaneses                                    | 96 000                                                | 7 124                                                 | 45 803                                                | 20 400                                                | 20 400                                                | N/D                                                   | N/A                                                   | N/A                                                   | N/A                                                   | 189 727                                               |
| Outros                                                | 66 524                                                | 42 820                                                | 109 222                                               | 51 493                                                | 164 586                                               | N/D                                                   | 29 552                                                | 84 851                                                | 47 599                                                | 596 647                                               |
| Total                                                 | 979 572                                               | 852 110                                               | 1 006 617                                             | 503 981                                               | 713 132                                               | N/D                                                   | 80 424                                                | 338 726                                               | 247 944                                               | 4 734 494                                             |

#### Os primeiros anos no Brasil
Os espanhóis estavam entre os "imigrantes mais pobres" do Brasil. O índice de analfabetismo era altíssimo, superando largamente aquele encontrado entre italianos e portugueses. Eram atraídos para o Brasil muitas vezes por meio de propaganda enganosa feita pelos denominados ganchos, que eram agentes que andavam pela Espanha vendendo uma imagem positiva do Brasil com o intuito de atrair imigrantes. No final do século XIX e no início do século XX, as fazendas de café de São Paulo funcionavam com a constante chegada de mão de obra barata oriunda da Itália. Mas, frequentemente, tinha-se que buscar outras fontes de trabalhadores em Portugal e na Espanha, sobretudo após a proibição da migração subsidiada pela Itália, em 1902, em decorrência das péssimas condições de trabalho a que eram submetidos esses italianos. Em 1910, a Espanha fez o mesmo, por meio de uma proibição da migração subsidiada para o Brasil. Porém, tal proibição não teve efeito, pois a migração clandestina via Gibraltar se intensificou, tanto que o ano de 1912 foi um auge da migração espanhola para o Brasil.
Esses imigrantes espanhóis, paupérrimos, embarcavam para o Brasil enganados, muitas vezes acreditando que estavam indo para a Argentina, que era o principal país receptor de imigrantes da Espanha na época. Aliás, a Argentina sempre foi um problema para a política imigratória brasileira, pois era o destino preferencial de muitos estrangeiros. Assim, muitos imigrantes para lá se deslocavam após chegarem ao Brasil e perceberem que não havia boas perspectivas no País. "Na Argentina não ocorre como no Brasil, onde, além de oferecer graves inconvenientes para a saúde, os naturais têm ódio letal pelos estranhos" escreveu uma autoridade diplomática espanhola, em 1911. Após a Proclamação da República, o governo brasileiro tinha como meta fazer o trabalho assalariado criar raízes no Brasil. O uso da mão de obra assalariada do imigrante europeu era um meio de se obter isso. Porém, após séculos de escravidão e com uma massa de homens livres pobres e agregados, até o governo brasileiro se demonstrava cético em relação à adoção de novos comportamentos e a uma mudança de mentalidade. Desta forma, o trabalhador no Brasil era submetido a condições péssimas de trabalho. Muitos imigrantes decepcionados com o Brasil também tinham vergonha de voltar para a Espanha, pois se sentiam humilhados de retornar mais pobres do que saíram. Assim, de 1887 a 1914, dos espanhóis que abandonaram oficialmente o estado de São Paulo, 65% voltaram para a Espanha, enquanto 30% rumaram para a Argentina ou para o Uruguai, 4% para outras regiões brasileiras e 1% foi para os Estados Unidos. Porém, a maioria dos espanhóis não tinham condições financeiras de abandonar o estado, e buscavam ajuda no Consulado, candidatando-se a uma vaga de repatriação gratuita.
O impacto negativo que os imigrantes tinham com o Brasil se dava imediatamente à chegada à lavoura cafeeira, ao perceberem que eram péssimas as condições de trabalho e que as remunerações eram baixas. Assim, esses imigrantes vagavam de fazenda em fazenda em busca de melhores salários, para poderem retornar à Espanha (o que poucos conseguiram) ou para acumularem capital com o objetivo de comprar um pedaço de terra. Muitos percebiam que era inútil permanecer no campo, e viam na cidade de São Paulo uma alternativa para tentar melhorar de condição, seja trabalhando na indústria como operários, ou na área de serviços. A cidade de São Paulo foi o destino principal desses imigrantes desiludidos com as péssimas condições no campo. Eram imigrantes de diferentes nacionalidades que mudaram a composição étnica da cidade. Entre 1886-1890, os estrangeiros compunham apenas 22,1% da população da cidade. Em apenas três anos, os estrangeiros já representavam 54,7% da população de São Paulo. No recenseamento de 1920, São Paulo era uma "Babel" na qual viviam pessoas de 33 diferentes nacionalidades. Em direção à cidade de São Paulo afluía grande número de estrangeiros, que vagavam pela cidade à procura de emprego. Essa massa de desempregados vivia à cata de qualquer emprego que surgisse, para garantir sua sobrevivência. Esses milhares de estrangeiros desempregados, denominados "vagabundos" pelas autoridades brasileiras, vivendo na miséria, causavam desconforto na população nativa, tidos como uma ameaça à "ordem pública". Grande número de imigrantes estavam frequentemente envolvidos em crimes e delitos cometidos em São Paulo, além de viveram da mendicância. Um relatório apresentado pelos Chefes da Polícia ao Presidente da Província salientava que "os espanhóis e os italianos deviam estar sempre sob as vistas da Polícia, pois eram peritos no vício". Só no ano de 1893, dos 368 inquéritos policiais em andamento na cidade de São Paulo, 268 eram por delitos cometidos por imigrantes. Em 1894, 4.487 pessoas foram presas em São Paulo, das quais 1903 eram italianas, 1346 brasileiras, 550 portuguesas e 357 espanholas.

#### A situação pouco favorável no Brasil
Quando se estudam as imigrações europeias para o Brasil, costuma-se achar que todos os europeus tiveram a mesma trajetória no Brasil e que se diferenciavam unicamente pela língua que falavam. Frequentemente, atribui-se a todos os imigrantes um perfil que foi o do imigrante italiano, supondo-se que todos os outros passaram pelas mesmas experiências. Essa análise é incorreta, pois cada grupo imigrante chegou ao Brasil em circunstâncias e em contextos históricos diferentes. Ademais, cada grupo imigrante tinha uma bagagem cultural própria e uma origem socioeconômica peculiar. Essas diferenças impactaram na trajetória que tiveram essas pessoas no Brasil. 
A imigração espanhola para o Brasil foi tardia, atingindo seu ápice somente após 1905, e foi voltada para, parcialmente, substituir a cada vez mais rarefeita mão de obra italiana nas fazendas de café do oeste do estado de São Paulo; porém, naqueles anos, o ambiente econômico não estava mais favorável para os imigrantes no Brasil. O imigrante espanhol chegou ao Brasil em uma época de poucas oportunidades.
Primeiramente, havia o problema da inflação, que estava corroendo a renda real dos imigrantes. Entre 1889 e 1912, o preço da cesta de bens de produtos consumidos por imigrantes que trabalhavam nas fazendas de café aumentou 123%, ao passo que os salários rurais cresceram apenas 15%, no mesmo período. Ou seja, os imigrantes que chegaram antes da disparada da inflação, como os italianos, se deram melhor do que os que chegaram depois, como os espanhóis, pois a inflação prejudicou a capacidade dos últimos de fazer poupança.
Um outro fator que prejudicou os imigrantes espanhóis no Brasil foi a desagregação do sistema de colonato. No colonato típico, das décadas de 1880 e 1890, o cafeicultor permitia que os imigrantes usassem uma porção da fazenda, para produzir parte dos gêneros de subsistência. Assim, os imigrantes poupavam os gastos com alimentação, pois podiam se alimentar do produto da horta e da agricultura produzida. Ademais, boa parte da renda dos colonos era adquirida por meio da venda desse excedente alimentar produzido. Porém, por pressão dos imigrantes italianos que chegaram antes e até do governo italiano, o colonato foi, paulatinamente, sendo modificado. Essas modificações incluíam a ampliação do pagamento em dinheiro e o acerto mensal com o colono, em vez do acerto anual. Essas mudanças, porém, acabaram empobrecendo os imigrantes, pois eles passaram a ter que comprometer uma maior parte do seu salário com alimentação, o que antes não era necessário, pois podiam ao menos se alimentar do que produziam na pequena roça. Ademais, o valor da moeda estava sendo corroído pelo aumento do custo de vida provocado pela inflação. Quando a imigração espanhola para o Brasil aumentou, no início do século XX, o colonato estava nesse processo de desconfiguração, o que acabou prejudicando os espanhóis.
Outro fator que prejudicou os espanhóis foi a queda do preço do café no mercado internacional, a partir de 1894 (desencadeada pelos ciclos de superprodução), iniciando uma trajetória que durou quinze anos, trazendo graves consequências para a lavoura. Visando manter seus lucros, os cafeicultores aumentaram a exploração sobre a parte mais fraca da relação: os colonos europeus. Essa exploração dava-se por meio da diminuição dos salários e pelo aumento das multas aplicadas, visando prendê-los por dívidas. Devido à crise, muitos imigrantes, principalmente italianos, começaram a ir embora do Brasil. Ademais, em 1902, o governo italiano proibiu a imigração subvencionada para o Brasil, pelo decreto Prinetti. A situação dos cafeicultores ficou muito delicada: muitos imigrantes italianos estavam indo embora e poucos estavam chegando. Para evitar que essa diminuição no número de trabalhadores pressionasse os salários dos colonos para cima, o que aumentaria os custos dos cafeicultores e prejudicaria os lucros, o governo de São Paulo intensificou a imigração subsidiada, em grande parte de espanhóis. Ao assegurar esse excesso na oferta de mão de obra, os cafeicultores conseguiram colocar um teto no crescimento dos salários dos colonos, o que obviamente prejudicou os imigrantes espanhóis que estavam chegando. Porém, deve-se salientar que uma superprodução do café poderia ser benéfica aos imigrantes, pois eles eram pagos por tarefa, e uma safra excepcional significava substancial aumento na porção de seus ganhos.
Nesse contexto desfavorável, a mobilidade social dos espanhóis no Brasil se tornou muito difícil. Porém, o pouco sucesso dos espanhóis no Brasil não pode ser atribuído somente às condições desfavoráveis encontradas no país de acolhimento. Os espanhóis eram dos menos preparados para aproveitar as poucas oportunidades que existiam. Isso porque a maioria dos espanhóis que vieram para o Brasil eram realmente muito pobres, camponeses, uma mão de obra pouco diversificada e pouco qualificada. Em comparação, entre os imigrantes italianos que vieram para o Brasil, havia muitos camponeses sem terra, mas também havia operários, comerciantes, capitalistas, artesãos, além de intelectuais. A imigração espanhola, ao contrário, foi predominantemente camponesa, oriunda da empobrecida Andaluzia, com uma alta proporção de analfabetos.
A possibilidade dos imigrantes espanhóis de tornarem-se proprietários rurais era mínima, tendo em vista que boa parte deles chegou ao Brasil durante a crise do café. Uma estatística realizada em 1904/1905 indicou que, das 49 522 propriedades agrícolas existentes no estado de São Paulo, apenas 415 pertenciam a espanhóis, contra 4 766 a italianos. As oportunidades de acesso à propriedade rural para os imigrantes espanhóis, e ainda assim apenas para uma pequena parcela deles, surgiram somente quando a crise de 1929 abalou a economia do café e solapou a base das relações de trabalho do colonato. Isso abriu espaço para a multiplicação das pequenas propriedades no interior paulista.
No meio urbano, a situação dos espanhóis também não era das melhores. Segundo o censo de 1920, em todo o Brasil, havia apenas 267 estabelecimentos industriais pertencentes individualmente a espanhóis. Em comparação, os italianos eram proprietários de 2 119 indústrias desse tipo. As estatísticas de
acidentes de trabalho ocorridos na cidade de São Paulo, nas duas primeiras décadas do século XX, indicam uma alta incidência de acidentes de trabalho envolvendo espanhóis nas profissões menos qualificadas, como pedreiros, ajudantes de pedreiros, cocheiros, condutores de bonde, operários, trabalhadores braçais, o que, provavelmente, indica que havia uma maior concentração de espanhóis nessas ocupações mais subalternas.

#### O envolvimento no movimento operário
Os imigrantes espanhóis tiveram forte participação no movimento operário do Brasil de inícios do século XX. Da abolição da escravatura até 1920, imigrantes e filhos formavam a maior parte do operariado brasileiro, devido à concentração das fábricas no centro-sul, onde os estrangeiros eram numerosos. Os espanhóis, nessa época, empregavam-se em indústrias de vários segmentos, sobretudo nas do ramo têxtil, principalmente as mulheres espanholas. Os empregados desse setor estiveram à frente das maiores greves ocorridas, em São Paulo e no Rio de Janeiro. Na Greve Geral de 1917, pelo menos dois espanhóis foram expulsos do país. Maran (1979) examinou a nacionalidade dos 119 líderes sindicalistas do Brasil na época, e os espanhóis tinham uma participação maior do que sua proporção na população em geral. Dos 119 líderes, 22 eram espanhóis, dentre 24 italianos e 23 portugueses e o restante brasileiros. Dos 556 organizadores sindicais expulsos do Brasil entre 1907 e 1921, 113 eram espanhóis. Isso é um reflexo das ideias socialistas e anarquistas que, a partir de 1890, conseguiram penetrar de forma considerável algumas regiões espanholas.

#### A proibição da imigração subsidiada para o Brasil
Relatos de que imigrantes espanhóis viviam em condições desumanas no Brasil fizeram o governo espanhol, em 1909, enviar ao Brasil o inspetor Gamboa Navarro, a fim de avaliar a situação dos espanhóis no país. Navarro fez um relatório, no qual mostrou que os contratos de trabalho eram "ilusórios", porque eles não eram respeitados. Sobre as plantações de café, Navarro escreveu que os imigrantes dormiam no chão e em casas minúsculas e também relatava que os abusos nas relações de trabalho eram frequentes. Ele concluiu que 98% dos espanhóis no Brasil voltariam para a Espanha se pudessem. Três semanas após a publicação desse relatório, o jornal espanhol Gaceta de Madrid propôs a proibição da emigração espanhola para o Brasil. O jornal lembrava que a Itália e a Alemanha já haviam aprovado leis sobre o assunto e que Portugal estava tentando direcionar seus imigrantes para outros países que não fossem o Brasil. Finalmente, no dia 26 de agosto de 1910, a Espanha emitiu um decreto real, que proibia a imigração subsidiada para o Brasil, ou seja, aquela em que o governo brasileiro pagava a passagem de navio dos imigrantes. O decreto, contudo, não teve muito efeito e, curiosamente, a imigração espanhola para o Brasil atingiu seu ápice após a edição do decreto. O decreto não teve muito efeito porquanto muitos espanhóis não emigravam usando portos da Espanha. Os andaluzes, muitas vezes, usavam o porto de Gibraltar, e os galegos o porto de Leixões, em Portugal.

## Origens e destinos

### Regiões de origem dos imigrantes
“Essa imigração é composta quase que exclusivamente por famílias de camponeses, emigração de desterro e desenraizamento definitivo, por parte da gente que, seduzida por passagens gratuitas, se submete a uma vida dura e pobre, quase sempre nas fazendas”

— trecho do texto dos Boletines de la Inspección de Emigración.1927
Cerca de metade dos imigrantes espanhóis em São Paulo era proveniente da região da Andaluzia, no Sul da Espanha. Também foram expressivos os fluxos oriundos da Galiza e de Castela e Leão.
| Imigração espanhola para São Paulo - Porcentagem por região de origem | Imigração espanhola para São Paulo - Porcentagem por região de origem | Imigração espanhola para São Paulo - Porcentagem por região de origem | Imigração espanhola para São Paulo - Porcentagem por região de origem |
| Região                                                                | 1893-1902                                                             | 1903-1912                                                             | 1913-1922                                                             |
| --------------------------------------------------------------------- | --------------------------------------------------------------------- | --------------------------------------------------------------------- | --------------------------------------------------------------------- |
| Andaluzia                                                             | 43,6%                                                                 | 53%                                                                   | 50%                                                                   |
| Aragão                                                                | 0,8%                                                                  | 2,0%                                                                  | 1,4%                                                                  |
| Astúrias                                                              | 1,1%                                                                  | 0,4%                                                                  | 0,7%                                                                  |
| Baleares                                                              | 0,2%                                                                  | 0,4%                                                                  | 0,3%                                                                  |
| País Basco                                                            | 2,9%                                                                  | 1,0%                                                                  | 1,0%                                                                  |
| Ilhas Canárias                                                        | 2,0%                                                                  | 0,7%                                                                  | 0,3%                                                                  |
| Cantabria                                                             | 0,3%                                                                  | 0,1%                                                                  | 0,2%                                                                  |
| Castela e Leão                                                        | 10,4%                                                                 | 12%                                                                   | 10,6%                                                                 |
| Castela-Mancha                                                        | 1,1%                                                                  | 1,2%                                                                  | 3,0%                                                                  |
| Catalunha                                                             | 6,9%                                                                  | 2,3%                                                                  | 1,8%                                                                  |
| Estremadura                                                           | 0,7%                                                                  | 1,2%                                                                  | 6,2%                                                                  |
| Galiza                                                                | 22,6%                                                                 | 14,5%                                                                 | 10,3%                                                                 |
| Madri                                                                 | 1,9%                                                                  | 0,7%                                                                  | 0,7%                                                                  |
| Múrcia                                                                | 0,7%                                                                  | 5,2%                                                                  | 8,5%                                                                  |
| Navarra                                                               | 1,3%                                                                  | 2,0%                                                                  | 0,9%                                                                  |
| Valência                                                              | 2,1%                                                                  | 1,9%                                                                  | 1,8%                                                                  |
| Rioja                                                                 | 0,7%                                                                  | 0,6%                                                                  | 0,9%                                                                  |
| Outras                                                                | 0,7%                                                                  | 0,8%                                                                  | 1,4%                                                                  |

A imigração espanhola para o Brasil foi tímida durante quase todo o século XIX. Os poucos que chegavam eram sobretudo galegos, homens sozinhos que emigravam por conta própria e se fixavam nos centros urbanos brasileiros. Um perfil imigratório até então bastante similar ao dos vizinhos portugueses. A vinda de imigrantes da Espanha para o Brasil foi, portanto, um movimento migratório tardio, que só se intensificou a partir da década de 1890, quando o governo brasileiro passou a despender grande quantia de dinheiro subsidiando a passagem de famílias espanholas com destino às zonas cafeeiras de São Paulo.
A imigração subvencionada funcionou sobretudo na Andaluzia, região com grande número de camponeses pobres. Segundo Elda Gonzalez Martinez:
“Tratava-se de famílias de recursos muito escassos, em geral da Andaluzia Oriental, onde qualquer crise na agricultura – desde epidemias nas plantações de oliveira e videira até secas ou chuvas de granizo – provocava a expulsão dos menos favorecidos [...] Isso explica os sucessos dos ganchos, já que era fácil encontrar lavradores pobres de míseras e desafortunadas regiões da Espanha ou em que a organização da propriedade ou do trabalho lhes era mais adversa: Almería, Jaén, Granada, Málaga”.
No porto de Gibraltar, funcionavam duas agências encarregadas de fazer propaganda e recrutar imigrantes. Muitos espanhóis emigravam utilizando portos alheios, no caso das pessoas do Norte e Centro, o porto de Leixões e o porto de Lisboa, e, no caso dos sulistas, o porto de Gibraltar. Na região da Andaluzia, formou-se um verdadeiro mecanismo de propaganda e recrutamento de imigrantes, onde muitos eram ludibriados, acontecendo "uma sucessão de explorações e amoralidades". Seduzidos pelos ganchos, emissários enviados às províncias com o intuito de persuadir as pessoas a emigrarem para o Brasil, "sempre com o chamariz da passagem gratuita e com base numa propaganda persistente, repetitiva e sugestiva", esses ganchos conseguiam convencer milhares de pessoas a emigrar, o que não era difícil, haja vista o grande número de pessoas que viviam na penúria naquela região espanhola. Essas famílias eram levadas até o município de San Roque, de barco ou de trem. De lá, tinham que caminhar por cerca de três horas até chegar à região de La Línea de la Concepción, e de lá cruzavam o estreito de Gibraltar para pegar um navio que os levaria para uma vida nova no Brasil.
A imprensa espanhola frequentemente fazia denúncias desse tráfico de pessoas para o Brasil, tanto que o Consejo Superior de Emigración tentou deter esse fluxo com várias medidas. Em 1910, proibiu a imigração subsidiada de espanhóis para o Brasil. Em 1912, por Ordem Real, as atividades dos ganchos foram proibidas e, em 1914, criou o departamento de inspeção de emigração em Gibraltar e tribunais em La Línea e em Algeciras. Por fim, em 1924, a lei de emigração estabeleceu pena de prisão para quem estivesse envolvido com agências de emigração, com recrutamento, propaganda e expedição de passagens ou reservas de viagem.

### Regiões de destino
Segundo o censo de 1920, dos 219.142 espanhóis vivendo no Brasil, 80% estavam no estado de São Paulo. Nesse estado, a maioria dos espanhóis era procedente da Andaluzia e chegou de forma subvencionada, ou seja, teve sua passagem de navio paga pelo governo brasileiro, com o objetivo de aumentar os braços nas lavouras de café do interior do estado. Foi uma imigração familiar, com grande número de mulheres e crianças.
A comunidade espanhola estava presente em todo o estado de São Paulo. De acordo com uma pesquisa de 1933, a maior concentração de espanhóis foi encontrada na região de Catanduva, São José do Rio Preto, Araraquara e Santa Adélia, com 108 mil espanhóis. O noroeste de São Paulo, em cidades como Bauru, Araçatuba e Marília, tinha 45 mil espanhóis. Em seguida, na parte central do estado, em cidades como Campinas, Sorocaba, Itu e Jundiaí, com 28 mil. Dessa forma, cerca de 75% da comunidade espanhola em São Paulo estava concentrada na região de Araraquara e no Noroeste e, nessa zona, sobretudo nas cidades de Tanabi, Mirassol, Nova Granada (em homenagem à cidade espanhola de Granada), São José do Rio Preto e Olímpia. A cidade de São Paulo tinha 50 mil espanhóis. Segundo o censo de 1913, em Santos vivia uma população de 8 343 espanhóis, em uma população total de 39 802 pessoas. Em 1931, havia 11 982 espanhóis em Santos, em uma população total de 125 941 pessoas (ou 9,51% da população total).
Depois de São Paulo, o estado do Rio de Janeiro foi o principal destino da imigração espanhola. Nesse estado, a maioria era proveniente da região da Galiza. Cerca de 450 mil espanhóis entraram no Brasil entre 1880 e 1914, sendo que 126 833 desembarcaram no Rio de Janeiro. Desses, a maioria era procedente do porto galego de Vigo. Houve um grande predomínio de homens espanhóis imigrando para o Rio de Janeiro, havendo reduzida participação feminina. A imigração galega foi predominantemente espontânea, ou seja, os imigrantes pagavam suas próprias passagens de navio. Essa imigração, portanto, não foi incentivada pelo governo brasileiro. Em consequência, os galegos tinham maior liberdade de escolher aonde queriam ir. Poucos foram trabalhar nas fazendas de café. A maioria preferia os centros urbanos, dentre os quais se destacava o Rio de Janeiro.
O censo de 1890 contabilizou a presença de 10 800 espanhóis na cidade do Rio de Janeiro, número que cresceu para 20 699 em 1906, embora as taxas de retorno alcançassem os 50%. Devido às similaridades entre galegos e portugueses, no Rio de Janeiro todos os imigrantes ibéricos eram chamados, de forma pejorativa, de "galegos". Do mesmo modo que os portugueses, os galegos concentravam-se nas regiões urbanas do Rio de Janeiro, exercendo atividades no comércio de retalho e no setor de cafés, bares, botequins, pensões e hotelaria. Muitos ingressaram nas fileiras de operários que se formavam no Rio de Janeiro do início do século XX.
Minas Gerais também recebeu um expressivo contingente de espanhóis no século XIX.

## Perfil dos imigrantes
A imigração espanhola para o Brasil foi um movimento migratório familiar. Ao contrário do que sucedeu na vizinha Argentina, onde a maior parte dos imigrantes espanhóis eram homens que chegavam sozinhos, para o Brasil foi direcionada uma migração de grupos familiares. Isso se explica pelo fato de que grande parte dos imigrantes tiveram suas passagens de navio subvencionadas pelo governo brasileiro, que dava preferência por atrair famílias ao invés de indivíduos avulsos. Assim, a imigração espanhola para o Brasil se diferenciava muito da imigração portuguesa. Dos estrangeiros que deram entrada no porto de Santos entre 1908 e 1936, apenas 18,4% dos espanhóis chegaram avulsos (sem família). Em comparação, 53,4% dos portugueses chegaram sozinhos e 42,3% dos italianos também o fizeram. O contingente de crianças entre os imigrantes espanhóis também era especialmente grande. Neste período, 31,4% dos espanhóis que entraram por Santos tinham menos de 12 anos de idade, a maior taxa entre todos os imigrantes. Em comparação, entre os portugueses 18,9% tinham menos de 12 anos, e entre os italianos essas crianças eram 21,8% dos que entraram. Em relação às taxas de analfabetismo, os espanhóis lideravam: 65,1% dos espanhóis maiores de 7 anos de idade eram analfabetos, comparado a 51,8% dos portugueses, 31,6% dos italianos, 9,9% dos japoneses e somente 3,9% dos alemães.

### Integração no Brasil e ascensão social
Devido a sua baixa escolaridade, muitos espanhóis acabaram se juntando à multidão de jornaleiros, ambulantes e agregados urbanos e a outros empregos subalternos. Muitos dos seus descendentes, porém, conseguiram ascender socialmente, e o passado de pobreza é pouco revelado, conforme observou a historiadora Lúcia Maria Paschoal Guimarães: "(...)seus descendentes, hoje em dia cidadãos respeitáveis, constrangidos pelos legados incômodos dos antecessores, guardam profundo silêncio sobre as trajetórias de vida daquelas pessoas".
Nas primeiras décadas de imigração, os relatos sobre os imigrantes espanhóis no Brasil frequentemente faziam referência à situação de miserabilidade e de marginalidade em que viviam. Porém, com o passar dos anos, os relatos começam a fazer referência a imigrantes que se tornavam bem-sucedidos. Em 1927, o Boletín de la Dirección General de Inmigración escreveu "(...) mas são mais fortes, parecem mais vigorosos, sadios e alegres; já não têm o aspecto de miséria e pobreza resignada daqueles que vi nas fazendas. Posso afirmar que, enquanto a situação dos colonos é realmente péssima, a dos sitiantes é boa". Com o tempo, os espanhóis foram-se convertendo em proprietários rurais, sobretudo nas novas zonas fronteiriças produtoras de café. Em 1920, os espanhóis eram proprietários de 3 530 granjas no estado de São Paulo, equivalente a 3,7% do total. O censo agrícola de 1934 mostrou a importância dos espanhóis na produção de hortaliças e frutas. Detinham 26% dos estabelecimentos dedicados à cebola, 8% dos de laranja e 7% dos de bananas.
A transição dos espanhóis de imigrantes paupérrimos para os estratos médios e altos da sociedade brasileira não teve um modelo típico. Alguns conseguiam acumular capital no campo e aplicavam na cidade em pequenos negócios. Outros se dedicavam à construção civil, trabalhavam na indústria ou como profissionais liberais. Eis que alguns imigrantes, que chegavam na penúria, depois de anos conseguiam ascender socialmente. O sonho de voltar para a Espanha era enterrado, à medida que os filhos nasciam no Brasil e que na terra de acolhimento conseguiam acumular capital suficiente para prover seu próprio sustento e de sua família.
As marcas deixadas pelos espanhóis no Brasil não são evidentes como as deixadas por outros imigrantes. Ao contrário de alemães e italianos, que conseguiram formar colônias isoladas onde retiveram a língua e o patrimônio cultural, os espanhóis se dirigiram para as plantações de café e para os centros urbanos, onde eles eram minoria em meio aos brasileiros e a outros grupos de imigrantes; porém pode-se afirmar que contribuíram de maneira efetiva para a economia e para a cultura brasileira e para a construção social do Brasil moderno.
O censo de 1940 mostrou que, entre os imigrantes no Brasil, italianos e espanhóis foram aqueles que mais rapidamente adotaram o português como língua, e japoneses e alemães foram aqueles que mais resistiram.
| Estrangeiros e brasileiros naturalizados que falavam preferencialmente a língua-mãe (censo de 1940)pg.45 | Estrangeiros e brasileiros naturalizados que falavam preferencialmente a língua-mãe (censo de 1940)pg.45 |
| Nacionalidade                                                                                            | Falavam preferencialmente a língua materna                                                               |
| --- | --- |
| Japoneses                                                                                                | 84,71%                                                                                                   |
| Alemães                                                                                                  | 57,72%                                                                                                   |
| Russos                                                                                                   | 52,78%                                                                                                   |
| Poloneses                                                                                                | 47,75%                                                                                                   |
| Austríacos                                                                                               | 42,18%                                                                                                   |
| Espanhóis                                                                                                | 20,57%                                                                                                   |
| Italianos                                                                                                | 16,19%                                                                                                   |

Embora a imigração italiana e espanhola para o Brasil tenha sido muito mais numerosa que a alemã, o censo de 1940 mostrou que havia mais falantes de alemão no Brasil do que de italiano ou espanhol. No caso dos espanhóis, o nível de assimilação linguística era muito expressivo: apenas 2 500 descendentes de terceira geração falavam espanhol, enquanto que entre os descendentes de alemães de terceira geração, 470 000 falavam alemão.
| Falantes de língua não portuguesa no lar, por geração (pesquisa de Giorgio Mortara, com base no censo de 1940). | Falantes de língua não portuguesa no lar, por geração (pesquisa de Giorgio Mortara, com base no censo de 1940). | Falantes de língua não portuguesa no lar, por geração (pesquisa de Giorgio Mortara, com base no censo de 1940). | Falantes de língua não portuguesa no lar, por geração (pesquisa de Giorgio Mortara, com base no censo de 1940). |
| --- | --- | --- | --- |
| Geração | Espanhol (falantes)                                                                                             | Alemão (falantes)                                                                                               | Italiano (falantes)                                                                                             |
| Primeira | 46 000 | 64 000 | 53 000 |
| Segunda | 26 000 | 110 000 | 120 000 |
| Terceira e seguintes                                                                                            | 2 500 | 470 000 | 285 000 |
| Total | 74 500 | 644 000 | 458 000 |

A primeira geração de imigrantes espanhóis no Brasil apresentou altas taxas de endogamia, com base em dados nupciais do município de Franca, no interior de São Paulo. Dos espanhóis que lá casaram entre 1940 e 1950, 60% dos homens espanhóis casaram com mulheres espanholas; 23% com brasileiras (mas de origem espanhola); 13% com brasileiras sem origem espanhola e 2% com italianas ou portuguesas. Entre as mulheres espanholas, as taxas de endogamia eram ainda maiores: 89,26% das espanholas uniram-se a compatriotas; 4,51% a brasileiros e o restante a italianos ou portugueses. Os dados mostram que os espanhóis de primeira geração de Franca ainda mantinham laços culturais estreitos com a Espanha, o que se refletia no seu padrão nupcial, no qual predominava a endogamia.
O censo brasileiro de 1940 mostrou que 436 305 brasileiros eram filhos de mãe espanhola e 340 479 eram filhos de pai espanhol. Nota-se que as mulheres espanholas tiveram mais filhos que os homens, fato incomum entre as nacionalidades de imigrantes, em que os homens tinham mais filhos que as mulheres (as mulheres japonesas também tiveram mais filhos que os homens).
| Brasileiros natos, por nacionalidade do pai (censo de 1940) | Brasileiros natos, por nacionalidade do pai (censo de 1940) |
| Local de nascimento do pai                                  | Número de filhos                                            |
| ----------------------------------------------------------- | ----------------------------------------------------------- |
| Itália                                                      | 1 260 931                                                   |
| Portugal                                                    | 735 929                                                     |
| Espanha                                                     | 340 479                                                     |
| Alemanha                                                    | 159 809                                                     |
| Síria- Líbano- Palestina- Iraque- Oriente Médio             | 107 074                                                     |
| Japão ou Coreia                                             | 104 355                                                     |

| Mulheres acima de 12 anos que tiveram filhos no Brasil por país de nascimento (censo de 1940) | Mulheres acima de 12 anos que tiveram filhos no Brasil por país de nascimento (censo de 1940) | Mulheres acima de 12 anos que tiveram filhos no Brasil por país de nascimento (censo de 1940) |
| País de nascimento da mãe                                                                     | Número de mulheres acima de 12 anos que tiveram filhos                                        | Número de filhos                                                                              |
| --------------------------------------------------------------------------------------------- | --------------------------------------------------------------------------------------------- | --------------------------------------------------------------------------------------------- |
| Itália                                                                                        | 130 273                                                                                       | 1 069 862                                                                                     |
| Portugal                                                                                      | 99 197                                                                                        | 524 940                                                                                       |
| Espanha                                                                                       | 66 354                                                                                        | 436 305                                                                                       |
| Japão                                                                                         | 35 640                                                                                        | 171 790                                                                                       |
| Alemanha                                                                                      | 22 232                                                                                        | 98 653                                                                                        |
| Brasil                                                                                        | 6 809 772                                                                                     | 38 716 508                                                                                    |

### A invisibilidade do imigrante espanhol no Brasil
Um fato que chama a atenção de diferentes estudiosos é a "invisibilidade" dos imigrantes espanhóis no Brasil. Os espanhóis formaram o terceiro maior contingente de imigrantes recebidos pelo Brasil (ficando atrás somente dos italianos e dos portugueses), mas, mesmo assim, os espanhóis têm uma visibilidade menor, na sociedade brasileira, do que os alemães, os japoneses ou os sírios-libaneses. Sobre o imigrante espanhol no Brasil, José de Souza Martins afirmou:
“Este foi, provavelmente, com o português, o imigrante mais facilmente assimilado, coisa que não ocorreu com o italiano na mesma intensidade. O espanhol desapareceu na sociedade brasileira praticamente sem deixar sinal. Nem mesmo ficou a memória dessa diferença, que existiu um dia e durante um certo tempo".
Existem diferentes explicações para o "desaparecimento" dos espanhóis na sociedade brasileira. Primeiramente, há uma explicação de fundo socioeconômico. Os espanhóis nunca conseguiram dominar um nicho da economia brasileira que os desse visibilidade. Boa parte dos imigrantes espanhóis no Brasil era bastante pobre e ficou concentrada no meio rural paulista, trabalhando em fazendas de café, sob o sistema de colonato. Em comparação, no final do século XIX, já havia, no Brasil, imigrantes italianos que se destacavam como comerciantes, industriais e profissionais liberais e eles passaram a dominar alguns setores econômicos de algumas cidades brasileiras. Pode-se comparar, também, com a trajetória dos imigrantes sírios e libaneses no Brasil que, a partir de uma inserção inicial como mascates, passaram a fundar armarinhos e a se destacar no comércio varejista, atacadista e na indústria têxtil. Isso deu a eles visibilidade na sociedade brasileira. A trajetória dos espanhóis foi diferente. Por terem ficado, por muitas décadas, concentrados sobretudo na zona rural do oeste paulista, não ocorreu a formação de uma prematura classe média e de uma elite urbana espanhola no Brasil, que dessem aos espanhóis uma visibilidade na esfera econômica brasileira.
Outro fator que explica essa invisibilidade é o pouco interesse do governo da Espanha pelos espanhóis no Brasil. O governo espanhol não era favorável à emigração de seus cidadãos para o Brasil, mas sim para as suas colônias e ex-colônias, como Cuba, Porto Rico e Argentina. Em consequência, o governo e as autoridades consulares espanholas no Brasil não se preocupavam em manter associações que aglutinassem os imigrantes e em promover ações que mantivesse viva uma identidade étnica espanhola, em terras brasileiras. Essa atitude contrastava, por exemplo, com ações do governo alemão e do governo italiano, que se preocupavam muito mais com a situação dos seus nacionais no Brasil e com a manutenção de uma identidade étnica entre os descendentes.
As diferenças regionais na Espanha impediram que um sentimento de nacionalidade se estabelecesse mais fortemente entre os espanhóis. O que imperava entre os espanhóis era o sentimento regionalista, ligado à província de origem, e não uma identidade espanhola mais ampla.  Os imigrantes italianos também tinham fortes sentimentos regionalistas, mas isso não impediu que fundassem associações e jornais em idioma italiano, que fortaleciam uma identidade nacional italiana. O contraste era ainda maior quando comparados aos imigrantes alemães. Os alemães mantiveram, no Brasil, uma forte identidade alemã, mantendo-se ligados à cultura e à sociedade de origem, por várias gerações, inclusive por meio da fundação de dezenas de escolas que ensinavam em língua alemã. A união dos imigrantes espanhóis e a manutenção da cultura espanhola foram, ao contrário, muito mais fracas. Há exemplos de tentativa de manutenção da identidade espanhola no Brasil, porém esses esforços concentravam-se sobretudo na primeira geração de imigrantes. A partir da segunda geração, a identidade espanhola foi sendo esquecida pelos descendentes.
Outro fator que contribuiu para a invisibilidade é que os espanhóis não têm características fenotípicas que os distinguem de boa parte dos brasileiros. Esse não é o caso, por exemplo, dos japoneses, cuja aparência física diferenciada faz com que sejam claramente notados na sociedade brasileira. A aparência física ou a "raça" são frequentemente usadas como marcadoras de diferença, de acordo com as relações sociais e de poder, em cada contexto. Somado a isso, os japoneses têm uma cultura bastante peculiar e tiveram, inicialmente, um padrão matrimonial bastante endógeno. Esses fatores fazem com que os japoneses tenham uma visibilidade muito maior que os espanhóis na sociedade brasileira, mesmo tendo sido a imigração japonesa para o Brasil bem menos numerosa que a espanhola.
Por fim, contribui para essa invisibilidade a própria ausência de trabalhos sobre o imigrante espanhol no Brasil. A historiadora Marília Dalva Klaumann Cánovas acredita que a inexistência, a fragmentação e a dispersão das fontes e da documentação são alguns dos fatores responsáveis pela pouca quantidade de publicações sobre a imigração espanhola.